# Lean on Me
Lean on Me ist ein Soulsong von Bill Withers aus dem Jahr 1972, der von ihm geschrieben und produziert wurde. Er erschien auf dem Album Still Bill.

## Entstehungsgeschichte
Bill Withers, noch ohne große Erfahrung als Musiker, schrieb den Song, nachdem er auf einem gerade erstandenen Wurlitzer Electric Piano Fingerübungen gemacht hatte. Er war kein Pianist und hatte keine Klavierkenntnisse; er wusste nur, dass ihm die Klänge gefielen, die entstanden, wenn er seine Finger in einem bestimmten Abstand zueinander platzierte. Der Klang dieser Akkorde erinnerte Withers an die Kirchenlieder, die er als Kind gehört hatte. Als Inspiration zum Text diente seine Kindheit in Slab Fork, West Virginia. Er schrieb das Lied nach seinem Umzug nach Los Angeles, wo er das Menschliche vermisste. Der Text basiert auf dem Gemeinschaftsgefühl, das er während seiner Kindheit in seiner Heimatstadt empfunden hatte.
An den Aufnahmen waren mit James Gadson (Schlagzeug), Ray Jackson (Keyboard), Benorce Blackman (Gitarre) und Melvin Dunlap (Bass) ehemalige Mitglieder der Band Charles Wright & the Watts 103rd Street Rhythm Band beteiligt. Die Veröffentlichung fand am 21. April 1972 statt.
In der Liste der 500 besten Songs aller Zeiten im US-amerikanischen Rolling Stone erreichte Lean on Me Platz 205.

## Kommerzieller Erfolg

### Chartplatzierungen
| ChartsChartplatzierungen       | Höchstplatzierung | Wochen |
| ------------------------------ | ----------------- | ------ |
| Schweiz (IFPI)                 | 84 (1 Wo.)        | 1      |
| Vereinigte Staaten (Billboard) | 1 (19 Wo.)        | 19     |
| Vereinigtes Königreich (OCC)   | 18 (10 Wo.)       | 10     |

| ChartsJahrescharts (1972)      | Platzierung |
| ------------------------------ | ----------- |
| Vereinigte Staaten (Billboard) | 7           |

### Auszeichnungen für Musikverkäufe
| Land/Region                  | Auszeichnungen für Musikverkäufe (Land/Region, Auszeichnung, Verkäufe) | Verkäufe  |
| ---------------------------- | ---------------------------------------------------------------------- | --------- |
| Australien (ARIA)            | Platin                                                                 | 70.000    |
| Vereinigte Staaten (RIAA)    | Gold                                                                   | 1.000.000 |
| Vereinigtes Königreich (BPI) | Platin                                                                 | 600.000   |
| Insgesamt                    | 1× Gold · 2× Platin ·                                                  | 1.670.000 |

## Coverversion von Club Nouveau
Im März 1987 wurde der Song von Club Nouveau in einer neuen Fassung veröffentlicht. In den Vereinigten Staaten, Kanada und Neuseeland wurde diese Version ein Nummer-eins-Hit. Bill Withers wurde bei den Grammy Awards 1988 als Songschreiber ausgezeichnet.

### Chartplatzierungen
| ChartsChartplatzierungen       | Höchstplatzierung | Wochen |
| ------------------------------ | ----------------- | ------ |
| Deutschland (GfK)              | 9 (15 Wo.)        | 15     |
| Österreich (Ö3)                | 22 (8 Wo.)        | 8      |
| Schweiz (IFPI)                 | 7 (10 Wo.)        | 10     |
| Vereinigte Staaten (Billboard) | 1 (17 Wo.)        | 17     |
| Vereinigtes Königreich (OCC)   | 3 (12 Wo.)        | 12     |

| ChartsJahrescharts (1987)      | Platzierung |
| ------------------------------ | ----------- |
| Deutschland (GfK)              | 61          |
| Vereinigte Staaten (Billboard) | 29          |

### Auszeichnungen für Musikverkäufe
| Land/Region                  | Auszeichnungen für Musikverkäufe (Land/Region, Auszeichnung, Verkäufe) | Verkäufe  |
| ---------------------------- | ---------------------------------------------------------------------- | --------- |
| Vereinigte Staaten (RIAA)    | Gold                                                                   | 1.000.000 |
| Vereinigtes Königreich (BPI) | Gold                                                                   | 250.000   |
| Insgesamt                    | 1× Silber · 1× Gold ·                                                  | 1.250.000 |

## Weitere Coverversionen
- 1972: Grover Washington, Jr.
- 1973: Tom Jones
- 1976: Mud
- 1976: Aretha Franklin
- 1976: Mary Roos (Komm zu mir)
- 1980: Ike & Tina Turner
- 1981: Barbara Dickson
- 1983: Al Jarreau
- 1984: Al Green
- 1986: Mikael Rickfors
- 1986: Club Nouveau
- 1989: Sandra Reaves-Phillips im Film Der knallharte Prinzipal (Lean on Me) mit Morgan Freeman
- 1992: dc Talk
- 1993: Michael Bolton
- 1999: 2-4 Family
- 2000: DJ BoBo
- 2001: Westlife
- 2003: Bonnie Tyler
- 2003: Jocelyn B. Smith
- 2003: Manfred Mann
- 2004: Johnny Logan
- 2007: Stefan Gwildis feat. Laith Al-Deen (Ich bin da)
- 2010: Sheryl Crow & Keith Urban feat. Kid Rock